# Minerve
Minerve is een gemeente in het Franse departement Hérault (regio Occitanie). De plaats maakt deel uit van het arrondissement Béziers. De streek Minervois is genoemd naar deze gemeente. Minerve is lid van Les Plus Beaux Villages de France. De gemeente telde 96 inwoners op 1 januari 2022.
In het dorp Minerve voegt de rivier de Briant zich bij de Cesse. Omdat beide stromen zich tientallen meters diep in het kalksteen hebben ingesleten, ontstond er bij de samenloop een goed te verdedigen plateau waar Minerve haar bestaan aan te danken heeft. Naast de oude verdedigingswerken staat het dorp in de omgeving o.a bekend om de Grande Grotte waar de rivier de Cesse zich een onderaardse doorgang heeft gebaand. Deze kan het grootste gedeelte van het jaar geheel worden doorlopen. Terwijl het water van de Cesse zich alleen na flinke regenval bovengronds laat zien, stroomt de Briant bovengronds. Hierdoor bevinden zich onder het dorp enkele watervallen waar 's zomers ook kan worden gezwommen.

## Geografie
De oppervlakte van Minerve bedroeg op 1 januari 2022 27,89 vierkante kilometer; de bevolkingsdichtheid was toen 3,4 inwoners per km².

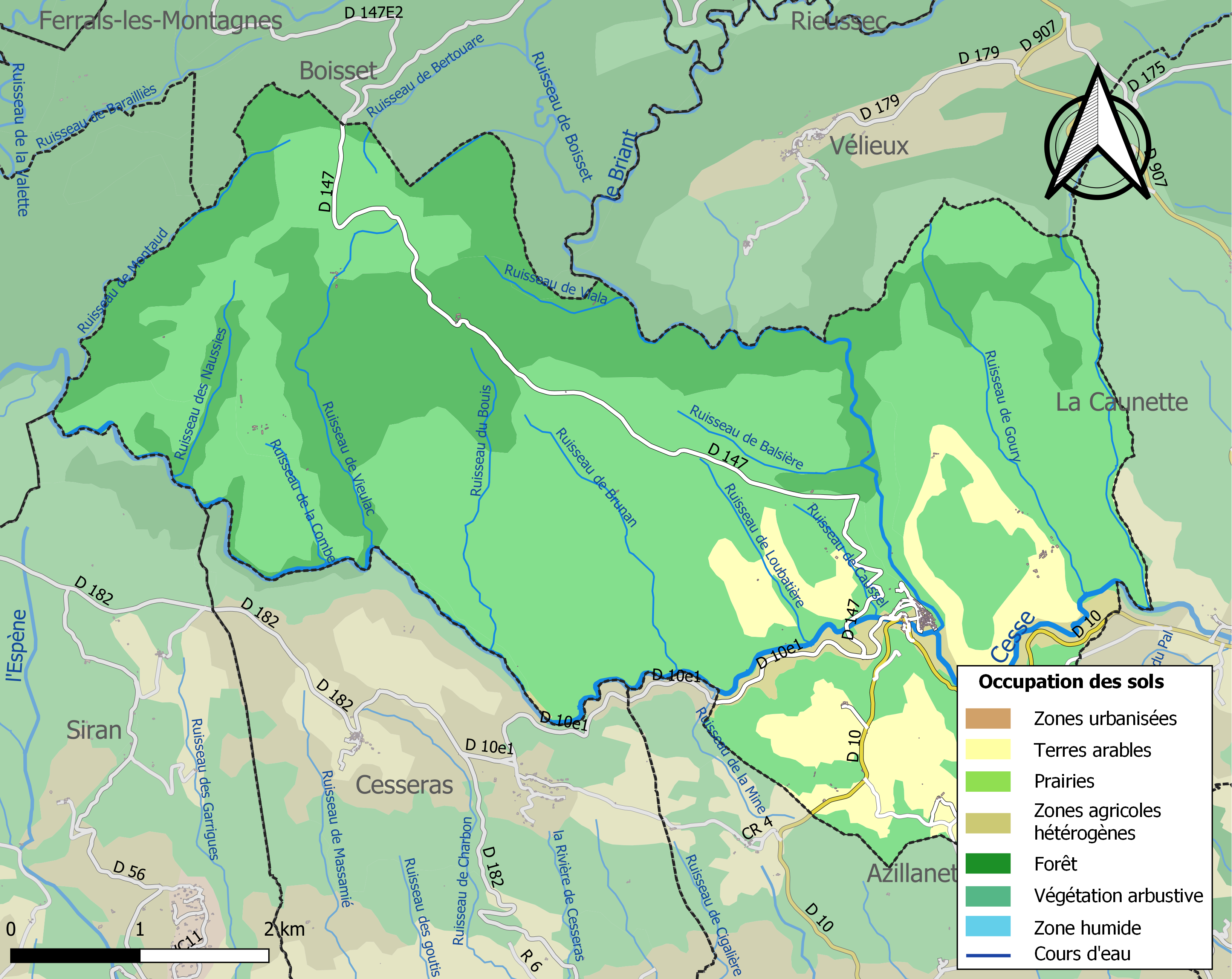
Kaart van de gemeente met belangrijkste infrastructuur, bodemgebruik en omliggende gemeenten

## Demografie
Onderstaande figuur toont het verloop van het inwonertal (bron: INSEE-tellingen).